# ベルベット・バンパイア
『ベルベット・ヴァンパイア』（英: The Velvet Vampire）は、1971年に製作されたアメリカ合衆国のホラー映画。
日本では、劇場未公開。日本でテレビ放映された際のタイトルは『吸血美女ダイアン』。また、『ベルベット・ヴァンパイア トワイライト吸血レズビアン』のタイトルでDVDが発売されている。

## キャスト
- ダイアン：セレステ・ヤーナル
- スーザン：シェリー・マイルズ
- リー：マイケル・ブロジェット
- サンディ・ウォード
- ジェリー・ダニエルズ
- ボブ・テスラー
- ジーン・シェーン
- ポール・プロコップ
- ロバート・テシア